# 河口海岸全国重点实验室
河口海岸全国重点实验室，是位于中华人民共和国上海市的一座全国重点实验室，与华东师范大学河口海岸科学研究院（海洋科学学院）采取“两块牌子，一套班子”的方式运行，隶属于华东师范大学。河口海岸全国重点实验室于1989年由原国家计委批准筹建，1995年12月通过国家验收并正式向国内外开放。2016年10月16日，华东师范大学海洋科学学院成立。
该实验室是在华东师范大学河口海岸学科30多年研究工作的基础上创建的，河口海岸学家，中国工程院院士陈吉余教授和中国科学院院士苏纪兰教授任实验室学术委员会顾问，中国科学院院士王光谦教授任实验室学术委员会主任，张经教授和林学钰教授任学术委员会副主任，高抒教授为实验室主任。